# جيمس إي. دوفي
جيمس إي. دوفي (بالإنجليزية: James E. Duffy)‏ هو لاعب كرة قدم أمريكية ومحامي أمريكي، ولد في 10 يناير 1867 في آن آربر في الولايات المتحدة، وتوفي في 16 سبتمبر 1953 في باي سيتي في الولايات المتحدة.